# Ice Queen
Ice Queen is een nummer van de Nederlandse band Within Temptation. Het is het tweede nummer van het album Mother Earth uit 2000. In juni 2001 werd het nummer uitgebracht als de tweede single van het album.

## Achtergrond
Ice Queen betekende zowel de nationale als internationale doorbraak van Within Temptation en is nog steeds een van de meest bekende en succesvolle nummers van de band. In interviews vertelde zangeres Sharon den Adel dat het een "nummer over de natuur en de dingen in de natuur" is. Gitarist Robert Westerholt voegde hieraan toe dat het nummer "over de winter gaat".
Er zijn twee officiële videoclips voor Ice Queen gemaakt. In de eerste video, die alleen voor Nederland is gemaakt, is een meisje te zien dat op een website naar concertvideo's zoekt. Op één link staat de naam "Within Temptation", die verwijst naar een opname van het concert van de band op Pinkpop 2001. Terwijl het concert te zien is, klikt zij op andere links, waarop informatie over de band op het scherm verschijnt. In de tweede videoclip, die is gemaakt voor internationale doeleinden, speelt de band het nummer voor verschillende achtergronden. Zo is Den Adel te zien voor een blauwe achtergrond, speelt Westerholt voor vuur en drummer Ivar de Graaf voor een storm. Uiteindelijk is de gehele band te zien die het nummer op een rode planeet speelt.
In eerste instantie was Ice Queen in de zomer van 2001 niet bijzonder succesvol. Pas nadat de band hun fans hadden opgeroepen om de single in het keuzemenu van muziekzender The Box te krijgen, en de clip vervolgens veelvuldig werd aangevraagd, koos Radio 3FM de single in week 3 van 2002 tot Megahit. Nu werd de single wél populair en werd een gigantische hit. De single bereikte de vierde positie in de Nederlandse Top 40 op Radio 538 en de 2e positie  in de publieke hitlijst; de Mega Top 100 op Radio 3FM. Ook in andere landen kwam de single in de hitlijsten terecht.
In België bereikte de single de 3e positie in de Vlaamse Ultratop 50. In de Vlaamse Radio 2 Top 30 en Wallonië werd géén notering behaald, terwijl de single in Duitsland en Oostenrijk niet verder kwam dan respectievelijk een 21e en een 53e positie.
Sinds de editie van december 2011 staat de single genoteerd in de jaarlijkse NPO Radio 2 Top 2000 van de Nederlandse publieke radiozender NPO Radio 2, met als hoogste notering een 148e positie in 2022.

## Hitnoteringen

### Nederlandse Top 40
| Hitnotering: 19-01-2002 t/m 04-05-2002 | Hitnotering: 19-01-2002 t/m 04-05-2002 | Hitnotering: 19-01-2002 t/m 04-05-2002 | Hitnotering: 19-01-2002 t/m 04-05-2002 | Hitnotering: 19-01-2002 t/m 04-05-2002 | Hitnotering: 19-01-2002 t/m 04-05-2002 | Hitnotering: 19-01-2002 t/m 04-05-2002 | Hitnotering: 19-01-2002 t/m 04-05-2002 | Hitnotering: 19-01-2002 t/m 04-05-2002 | Hitnotering: 19-01-2002 t/m 04-05-2002 | Hitnotering: 19-01-2002 t/m 04-05-2002 | Hitnotering: 19-01-2002 t/m 04-05-2002 | Hitnotering: 19-01-2002 t/m 04-05-2002 | Hitnotering: 19-01-2002 t/m 04-05-2002 | Hitnotering: 19-01-2002 t/m 04-05-2002 | Hitnotering: 19-01-2002 t/m 04-05-2002 | Hitnotering: 19-01-2002 t/m 04-05-2002 | Hitnotering: 19-01-2002 t/m 04-05-2002 |
| Week                                   | 1                                      | 2                                      | 3                                      | 4                                      | 5                                      | 6                                      | 7                                      | 8                                      | 9                                      | 10                                     | 11                                     | 12                                     | 13                                     | 14                                     | 15                                     | 16                                     |                                        |
| -------------------------------------- | -------------------------------------- | -------------------------------------- | -------------------------------------- | -------------------------------------- | -------------------------------------- | -------------------------------------- | -------------------------------------- | -------------------------------------- | -------------------------------------- | -------------------------------------- | -------------------------------------- | -------------------------------------- | -------------------------------------- | -------------------------------------- | -------------------------------------- | -------------------------------------- | -------------------------------------- |
| Nummer                                 | 26                                     | 15                                     | 7                                      | 6                                      | 4                                      | 4                                      | 4                                      | 6                                      | 6                                      | 10                                     | 16                                     | 19                                     | 20                                     | 29                                     | 24                                     | 37                                     | uit                                    |

### Mega Top 100
Megahit Radio 3FM week 3 2002.
| Hitnotering week 1: 23-06-2001 Hitnotering week 2 t/m 24: 05-01-2002 t/m 08-06-2002 | Hitnotering week 1: 23-06-2001 Hitnotering week 2 t/m 24: 05-01-2002 t/m 08-06-2002 | Hitnotering week 1: 23-06-2001 Hitnotering week 2 t/m 24: 05-01-2002 t/m 08-06-2002 | Hitnotering week 1: 23-06-2001 Hitnotering week 2 t/m 24: 05-01-2002 t/m 08-06-2002 | Hitnotering week 1: 23-06-2001 Hitnotering week 2 t/m 24: 05-01-2002 t/m 08-06-2002 | Hitnotering week 1: 23-06-2001 Hitnotering week 2 t/m 24: 05-01-2002 t/m 08-06-2002 | Hitnotering week 1: 23-06-2001 Hitnotering week 2 t/m 24: 05-01-2002 t/m 08-06-2002 | Hitnotering week 1: 23-06-2001 Hitnotering week 2 t/m 24: 05-01-2002 t/m 08-06-2002 | Hitnotering week 1: 23-06-2001 Hitnotering week 2 t/m 24: 05-01-2002 t/m 08-06-2002 | Hitnotering week 1: 23-06-2001 Hitnotering week 2 t/m 24: 05-01-2002 t/m 08-06-2002 | Hitnotering week 1: 23-06-2001 Hitnotering week 2 t/m 24: 05-01-2002 t/m 08-06-2002 | Hitnotering week 1: 23-06-2001 Hitnotering week 2 t/m 24: 05-01-2002 t/m 08-06-2002 | Hitnotering week 1: 23-06-2001 Hitnotering week 2 t/m 24: 05-01-2002 t/m 08-06-2002 | Hitnotering week 1: 23-06-2001 Hitnotering week 2 t/m 24: 05-01-2002 t/m 08-06-2002 |
| Week                                                                                | 1                                                                                   |                                                                                     | 2                                                                                   | 3                                                                                   | 4                                                                                   | 5                                                                                   | 6                                                                                   | 7                                                                                   | 8                                                                                   | 9                                                                                   | 10                                                                                  | 11                                                                                  | 12                                                                                  |
| ----------------------------------------------------------------------------------- | ----------------------------------------------------------------------------------- | ----------------------------------------------------------------------------------- | ----------------------------------------------------------------------------------- | ----------------------------------------------------------------------------------- | ----------------------------------------------------------------------------------- | ----------------------------------------------------------------------------------- | ----------------------------------------------------------------------------------- | ----------------------------------------------------------------------------------- | ----------------------------------------------------------------------------------- | ----------------------------------------------------------------------------------- | ----------------------------------------------------------------------------------- | ----------------------------------------------------------------------------------- | ----------------------------------------------------------------------------------- |
| Positie                                                                             | 73                                                                                  | uit                                                                                 | 47                                                                                  | 27                                                                                  | 21                                                                                  | 11                                                                                  | 7                                                                                   | 7                                                                                   | 3                                                                                   | 3                                                                                   | 2                                                                                   | 4                                                                                   | 4                                                                                   |
| Week                                                                                | 13                                                                                  | 14                                                                                  | 15                                                                                  | 16                                                                                  | 17                                                                                  | 18                                                                                  | 19                                                                                  | 20                                                                                  | 21                                                                                  | 22                                                                                  | 23                                                                                  | 24                                                                                  |                                                                                     |
| Positie                                                                             | 7                                                                                   | 8                                                                                   | 13                                                                                  | 15                                                                                  | 18                                                                                  | 22                                                                                  | 25                                                                                  | 35                                                                                  | 42                                                                                  | 46                                                                                  | 64                                                                                  | 72                                                                                  | uit                                                                                 |

### NPO Radio 2 Top 2000
| Nummer met noteringen in de NPO Radio 2 Top 2000 | '11 | '12 | '13 | '14 | '15 | '16 | '17 | '18 | '19 | '20 | '21 | '22 | '23 | '24 |
| ------------------------------------------------ | --- | --- | --- | --- | --- | --- | --- | --- | --- | --- | --- | --- | --- | --- |
| Ice Queen                                        | 379 | 206 | 216 | 218 | 229 | 296 | 245 | 206 | 154 | 162 | 159 | 148 | 165 | 242 |

1. ↑  Een vetgedrukt getal geeft de hoogste notering aan.
2. ↑  2011 was het eerste jaar met een notering voor dit nummer.